# Joseph W. Smiley
Joseph W. Smiley est un acteur et réalisateur américain né le 18 juin 1870 à Boston, Massachusetts (États-Unis), mort le 2 décembre 1945 à New York (États-Unis).

## Filmographie

### Comme acteur
- 1911 : Tracked
- 1911 : The Secret of the Palm
- 1911 : The Penniless Prince
- 1911 : Her Two Sons
- 1911 : Dangerous Lines
- 1914 : A Strange Melody
- 1914 : The Bond of Womanhood
- 1914 : Threads of Destiny : Ivan Russak
- 1915 : A War Baby
- 1915 : Baseball and Trouble
- 1915 : In Her Mother's Footsteps
- 1915 : The Love of Women
- 1915 : A Tragedy of the Hills
- 1915 : The White Mask
- 1915 : Rated at $10,000,000
- 1915 : A Delayed Reformation
- 1915 : The Gray Horror
- 1915 : Nobody Would Believe
- 1915 : The Inventor's Peril
- 1915 : Ceux que les dieux détruiront (Whom the Gods Would Destroy) de Frank Borzage
- 1915 : The Witness
- 1915 : Voices from the Past
- 1915 : The Steadfast
- 1915 : A Woman Reclaimed
- 1915 : The Meddlesome Darling
- 1916 : The Haunted Bell : le dealer
- 1916 : The Highway of Fate
- 1917 : Seven Keys to Baldpate : Cargan
- 1917 : Broadway Jones
- 1917 : Sleeping Fires : Joe Giles
- 1917 : Public Be Damned : Bill Garvin
- 1917 : Double Crossed (en) : Pud Dillsman
- 1918 : Dodging a Million
- 1918 : The Face in the Dark : Charles Hammond
- 1918 : Joan of Plattsburg : Ingleton
- 1918 : The Lesson : Henry Hammond
- 1918 : Her Final Reckoning : Docteur Forg
- 1918 : The Heart of a Girl : le manager de Kent
- 1918 : Heredity : Jim Blake
- 1918 : L'Auberge isolée (Heart of the Wilds) de Marshall Neilan : Peter Galbraith
- 1918 : The Queen of Hearts (it) : Emil Cheraud
- 1918 : The Road to France : chef de la police
- 1918 : Hitting the Trail : Joe Carelli
- 1919 : What Love Forgives : Arthur Haynes
- 1919 : Luck and Pluck : le père
- 1919 : The Moral Deadline : Joe Ellis
- 1919 : Never Say Quit : oncle Reginald
- 1919 : As a Man Thinks : Mr. Hoover
- 1919 : Break the News to Mother : chef de police Donovan
- 1919 : The Isle of Conquest : Dr. Chase
- 1919 : The Poison Pen : l'évêque Filbert
- 1920 : La Fille de Malone (A Daughter of Two Worlds) de James Young : Sam Conway
- 1920 : The Law of the Yukon : Tim Meadows
- 1921 : La Naufragée (The Woman God Changed) de Robert G. Vignola : le commissaire
- 1921 : Immolation (The Wild Goose) d'Albert Capellani : Mr Hastings
- 1921 : The Rich Slave : Harrison Frayne
- 1921 : The Scarab Ring : James Locke
- 1921 : Experience : Chance
- 1921 : The Old Oaken Bucket : l'homme
- 1922 : The Blonde Vampire : John Saville
- 1922 : Le Visage dans le brouillard (The Face in the Fog) d'Alan Crosland : capitaine
- 1925 : Old Home Week : Jim Ferguson
- 1925 : Wild, Wild Susan : Parker
- 1925 : The Police Patrol : lieutenant Burke
- 1926 : The Untamed Lady : oncle George
- 1926 : Aloma des mers du sud (Aloma of the South Seas) : Andrew Taylor
- 1926 : The Show Off : le cadre des chemins de fer
- 1927 : Papa spécule (The Potters) de Fred C. Newmeyer : Rankin

### comme réalisateur
- 1911 : Phone 1707 Chester (it)
- 1911 : The Secret of the Palm
- 1911 : The Lover's Signal
- 1911 : La Lettre écarlate (en)
- 1911 : Second Sight (coréalisateur : Thomas H. Ince)
- 1911 : The Piece of String
- 1911 : The Brothers
- 1911 : The Rose's Story
- 1911 : Over the Hills
- 1912 : Madeline's Christmas
- 1913 : What's in a Name?
- 1913 : Keeping Up Appearances
- 1913 : Jane's Waterloo
- 1913 : Nearly in Mourning
- 1913 : The Penalty of Crime
- 1913 : When Love Loses Out
- 1913 : On the Dumb Waiter
- 1913 : The Battle of Shiloh
- 1914 : Thumb Prints and Diamonds
- 1914 : The Bond of Womanhood
- 1914 : Threads of Destiny
- 1915 : In Her Mother's Footsteps
- 1915 : The Love of Women
- 1915 : Siren of Corsica
- 1915 : The White Mask
- 1915 : The Stroke of Fate
- 1915 : Rated at $10,000,000
- 1915 : The Gray Horror
- 1915 : Nobody Would Believe
- 1915 : The Inventor's Peril
- 1915 : The Path to the Rainbow
- 1915 : Whom the Gods Would Destroy
- 1915 : Her Idol
- 1915 : Romance as a Remedy
- 1915 : Voices from the Past
- 1915 : The Steadfast
- 1915 : A Woman Reclaimed
- 1915 : The Meddlesome Darling
- 1915 : Life Without Soul
- 1916 : The Fortunate Youth
- 1916 : Energetic Eva